# 蒲神明宮
蒲神明宮（かばしんめいぐう）は、静岡県浜松市中央区の神社。

## 歴史
平安時代に創建された。『日本三代実録』貞観16年5月11日に「遠江国正六位上蒲太神」に従五位下を授けるとあり、当社のこととも言われる。
藤原鎌足から10代目の子孫・藤原静並（または藤原仲挙）は、伊勢神宮の神託により当地に移住・開拓し、開拓地を神宮に寄進、神宮の御厨「蒲御厨」となり、その荘官となった。そして静並は神宮より分霊を勧請して神社を創建した。これが当宮の起源である。
静並の子孫は当地に定着し「蒲氏」を名乗った。蒲御厨の支配権は鎌倉時代以降転々とするが、蒲氏は明治になるまで、当宮の神職を代々世襲した。

## 文化財

### 浜松市認定文化財
- 蒲神明宮の大灯籠（歴史史料、2020年3月27日認定）
- 小山みい頌徳灯籠（歴史史料、2020年3月27日認定）
- 蒲大神の碑（歴史史料、2020年3月27日認定）
- 蒲神明宮の御田打ち（無形民俗文化財、2020年3月27日認定）
- 蒲神明宮の庭上座礼（無形民俗文化財、2020年3月27日認定）
- 蒲神明宮の神楽（無形民俗文化財、2020年3月27日認定）

浜松市オープンデータカタログによる

## 交通アクセス
- 浜松駅より徒歩33分。